# Ben-Shemen
Ben-Shemen (en hébreu : בן שמן) est un moshav situé à 2 km à l'est de la ville de Lod, non loin de la route reliant Tel-Aviv à Jérusalem.
L'appellation "Ben-Shemen" ("Fils de l'huile") provient de la culture de l'olivier pratiquée sur le lieu depuis l'époque biblique -Livre de Josué (5)-.
Ben-Shemen est fondé en 1906 sur une surface de 100 dounamim de terrain, et à l'emplacement de l'ancien village arabe "El-Hadita". Y est tout d'abord construite l'usine de fabrication d'huile "Hadid", dirigé par Nahum Vilbush. Israël Belkind y fonde également l'école d'agriculture Kiryat-Séfer, abritant les orphelins rescapés des pogroms de Russie.
En 1907, le KKL acquiert 1 600 dounamim supplémentaires qu'il met à disposition du moshav. Puis en 1909, l'école de Kiryat-Séfer ferme ses portes à la suite de difficultés financières, et en 1910, les locaux sont réaménagés en ferme agricole fondée grâce aux dons de la communauté juive de Roumanie. En 1911, Boris Schatz ouvre sur les lieux une branche de l'École des beaux-arts de Bezalel située à Jérusalem, dans le but de réaliser son rêve d'allier l'art à la nature. Puis le premier quartier d'habitation voit le jour, à la suite de l'arrivée à Ben-Shémen de familles juives d'orfèvres originaires du Yémen, et préalablement installées à Jérusalem. Ce dernier est deux ans plus tard abandonné par ses habitants, et les locaux sont alors intégrés à la ferme agricole.
Lors de la Première Guerre mondiale, les autorités ottomanes détruisent les plantations d'oliviers, et l'usine Hadid cesse alors ses activités. L'armée britannique utilise les lieux en 1917 pour l'aménagement de douches destinées aux soldats anglais postés à Lod.
Endommagée par des bombardements en 1918, la ferme agricole ferme elle aussi ses portes, et est transformée en station d'expérimentation agricole, sous la conduite de Yitzhak Vulkani-Éléazari.
En 1926, une partie des bâtiments ayant abrités les orfèvres yéménites est aménagée en camp de vacances pour enfants. Puis, lors des évènements de 1929, on rajoute à la palissade cernant Ben-Shemen un mur de protection en béton surmonté de tours de garde.
Durant la guerre d'indépendance, Ben-Shémen est régulièrement attaqué par les villageois arabes des alentours ainsi que par ceux de Lod. Le 1er décembre 1947, le convoi d'approvisionnement en direction du moshav est lui aussi attaqué et paralysé.
Le moshav Ben-Shemen s'étend aujourd'hui sur une surface de 54 000 dounamim de terres.